# هنرمند

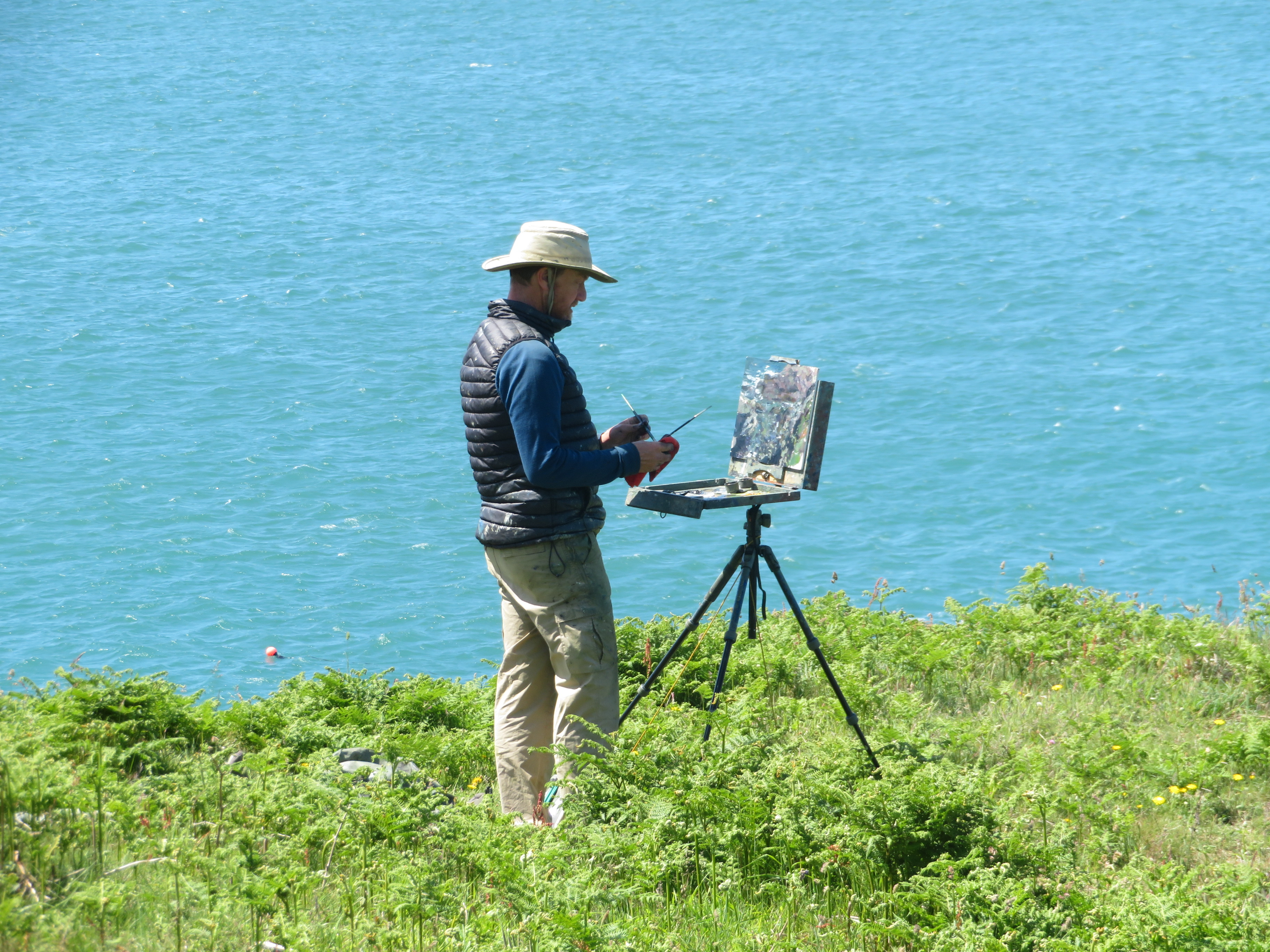
یک هنرمند

هنرمند شخصی است که به آفرینش آثار هنری می‌پردازد یا در هر شاخه‌ای از فعالیت‌های انسانی که به هنر مربوط می‌شود در حال فعالیت است. استفاده از واژهٔ «هنرمند» در صحبت‌های روزمره (و حتی علمی و فرهنگی) معمولاً فقط به شخصی اشاره دارد که در هنرهای تجسمی مشغول فعالیت است. هنرمند معمولاً به کسانی که برای تفنن به این کار مشغولند نیز گفته می‌شود. این اصطلاح برای موسیقی‌دانان، نوازندگان سازها، نقاش‌ها و اجراکنندگان نمایش نیز به‌کار می‌رود و اما در مورد بازیگرها معمولاً از لفظ هنرپیشه استفاده می‌کنند؛ البته «هنرپیشه» درعین‌حال که بار معنایی بسیار متفاوتی دارد، با هنرمند مترادف است. البته که هنرمند بسیار به نگاه کلی ذات هنر می‌پردازد بدون هر گونه تفکر سودجویانه و منافع شخصی خود. هنر از درون انسان برمی‌انگیزد و باید تماماً در اختیار آن بود.
در زبان پهلوی برای بیان دارندگی در واژه «هنر»، از پسوند «وند» استفاده می‌شد و فرد صاحب هنر، «هنروند» نامیده می‌شد. امروزه از پسوند «مند»، که آن هم نشانه دارندگی است، استفاده می‌شود.